# Tomsk guvernement
Tomsk guvernementet var et russisk guvernement i det vestlige Sibirien, 1804-1925.

## Grænser
Det var omgivet af Tobolsk guvernement i vest og nordvest, Jenisejsk i nordøst og øst, Mongoliet i sydøst og Semipalatinsk i sydvest.

## Terræn og råstoffer
Det havde et areal på 862.530 km² og talte 4.053.700 indbyggere i 1915. Største længde fra nord til syd var 1.360 km og største bredde fra øst til vest, 892 km.
Den sydøstlige del var en ren bjergregion, opfyldt af Altajbjergkæden og dets udløbere, de fra østsydøst til vestnordvest gående Cholsun- og Korgon-bjerge, kulminationspunktet Belucha-gora samt Tjuiski- og Kurai-bjergene med tæt skovbevoksede bjergsider og adskilte af brede, frugtbare længdedale. I nordøst ligger Sajanske bjerg, nord for Abakan og sibirisk Ural. Bjergene, især Altajsystemet, var rigt på malme så som blyglans, kobber, guld og sølv, samt på stenkul.
Den sydvestlige del fyldtes næsten helt og holdent af Baraba-steppen i nord og Kulundinski-steppen i syd. Den nordlige del var et vidt strakt, af tætte skove fyldt sumpområde.
Guvernementet gennemstrømmedes i hele sin længde af Ob med dets mange bifloder, Tjumysj, Tom, Tjuslym og Tym fra højre, Tjarysj, Tjaja og Vass-jugan fra venstre. Til Irtysj flød gennem guvernementet fra højre Buchtarma, Om og Tara, og til Jenisej fra venstre Abakan. Et område på 10.323 km2 var fyldt med mange indsøer med fersk og salt vand, blandt dem Tjany (3.612 km2) på Baraba-steppen, Kulundinski-søen og Teletsk-søen i Altaj.

## Administrativ inddeling
Guvernementet var inddelt i syv distrikter: Barnaul, Bijsk, Zmeinogorsk, Kainsk, Kuznetsk, Mariinsk og Tomsk.

## Klima
Guvernementet var præget af fastlandsklima: i byen Tomsk var middeltemperaturen - 1 °C (januar -19,6 °C, juli + 18,7 °C), højeste temperatur var + 31 °C og laveste -50 °C. Voldsomme snestorme rasede forår og efterår, og sumplandet var meget sundhedsskadeligt.

## Befolkning
Af befolkningen var 91,4 % russere, resten finner (0,9 %), ostjaker, samojeder, tatarer (6,4 %) og kalmukker.
De fleste var russisk-ortodokse (92,14 %), men desuden fandtes et mindre antal raskolniker (1,74 %), muslimer (1,5 %), katolikker (0,55 %), protestanter og hedninge. Befolkningsudviklingen var stærk, til stor del som følge af den store immigration. Under årene 1910-14 indflyttede i gennemsnit 55.802 personer om året. Folkeoplysningen stod lavt.

## Næringsliv
Jordbruget var hovednæringsvej: 85 % af befolkningen var bønder. Af befolkningen kunne kun 22 % af dem, som var fyldt ni år, læse. Den dyrkede jord omfattede 12.595 km2 i 1902 og var delvis meget frugtbar, især på Altajs sletter. De vigtigste afgrøder var hvede, rug, havre, byg, hirse, kartofler, hør, hamp og boghvede. Også hurdyrholdet var højt udviklet, især hos tatarerne: hestar, kvæg, får og kameler var de vigtigste husdyr. Jagt og fiskeri var også vigtige næringer.
Bjergværksdriften var omfattende og skaffede stenkul (285.333 ton i 1904), salt (16.884 ton samme år), guld, sølv, kobber og jern. Ellers var industrien uudviklet og omfattede fortrinsvis teglfremstilling og brændevinsbrænding. Dennes produktionsværdi beregnedes i 1901 til 15 mio kr.